# Emesis lacrines
Emesis lacrines är en fjärilsart som beskrevs av William Chapman Hewitson 1870. Emesis lacrines ingår i släktet Emesis och familjen Riodinidae. Inga underarter finns listade i Catalogue of Life.

## Bildgalleri

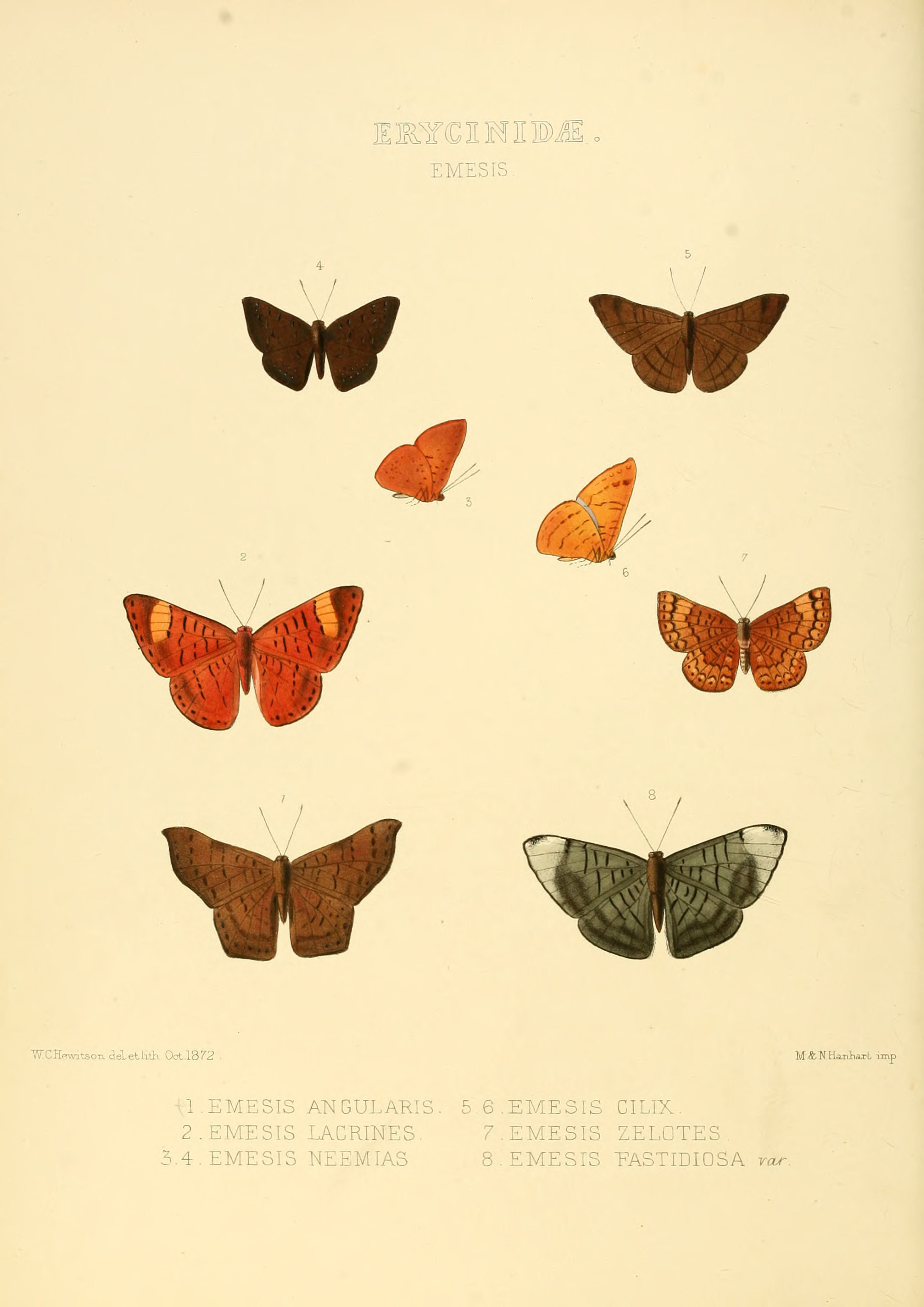